# 経学昌明時代
経学昌明時代（けいがくしょうみょうじだい）は、漢の武帝時期、儒教を国教化したため経学が盛んになった時代のこと。

## 詩
皮錫瑞『経学歴史』には、「当時は地方によって異なる学説が生まれた。『史記』儒林伝によると、当時『毛詩』は存在しなかった」とある。

### 申培公
皮錫瑞『経学歴史』には、「『史記』儒林伝によると、魯の国においては「申培公」の解釈で読まれ、闕疑の姿勢をとり、高い評価を得た」とある。

### 轅固生
皮錫瑞『経学歴史』には、「『史記』儒林伝によると、斉の国においては「轅固生」の解釈で読まれ、漢の景帝期、博士として仕官した」とある。

### 韓嬰
皮錫瑞『経学歴史』には、「『史記』儒林伝によると、燕の国においては「韓嬰」の解釈で読まれた。『韓詩外伝』は一部のみ現存。『韓詩内伝』は現存せず」とある。

## 尚書
『今文尚書』『古文尚書』『偽古文尚書』が存在するが、皮錫瑞『経学歴史』には、「『史記』儒林伝の中で、尚書は「伏生」の『今文尚書』、「弘安国」の『古文尚書』」について言及されている。

## 礼
皮錫瑞『経学歴史』には、「魯の「高堂生」の傳が最も根拠のあるものだとされ、『士礼』のみ存在し、「孔子」の生きた時代には経書としては存在せず、焚書に及んで多くが散亡した」とある。

## 易
皮錫瑞『経学歴史』には、「漢の武帝期には「楊何」の家学が盛んであった」とある。

## 春秋
三伝あるが、皮錫瑞『経学歴史』には、「「董仲舒」「胡毋生」が明るく、それぞれ『春秋公羊伝』『春秋穀梁伝』を記し、「胡毋生」は『春秋穀梁伝』を「公孫弘」に伝えた」とある。『春秋左氏伝』については言及無し。

### 公孫弘
漢の武帝に仕えた儒学者。皮錫瑞『経学歴史』には、「春秋を学び、経学昌明時代に、無位・無官の地位から丞相になった」とある。